# Z refleksem
Z refleksem – piętnastominutowy telewizyjny program publicystyczny, nadawany był  od poniedziałku do czwartku w TVP1 ok. godziny 22.30. Zastąpił inny program, o analogicznej formule, nadawany w późniejszej porze Kwadrans po jedenastej. Prowadzącym pozostała Dorota Wysocka-Schnepf, później zmienniczką została Justyna Dobrosz, a ostatnio również Jakub Strzyczkowski. Program stanowi komentarz politycznych wydarzeń dnia, prezentowany przez zaproszonych gości: dziennikarzy, polityków lub komentatorów politycznych. Początkowo zapraszani byli dziennikarze i eksperci w liczbie trzech, jednak ostatnio program zmienił formułę na tę znaną z Prosto w oczy i do studia zaczęto zapraszać polityków. Program zdjęto z ramówki latem 2008 z powodu słabej oglądalności. Ponownie emitowany od marca 2010. Wśród prowadzących jest m.in. Justyna Dobrosz-Oracz, Krzysztof Ziemiec, Łukasz Warzecha, Maciej Zdziarski i Joanna Lichocka. Program od początku czerwca 2010 został zawieszony na rzecz programu Flesz Wyborczy, także później - na czas przerwy wakacyjnej.